# Vālakkād
Vālakkād är en ort i Indien.   Den ligger i distriktet Malappuram och delstaten Kerala, i den södra delen av landet, 1 900 km söder om huvudstaden New Delhi. Vālakkād ligger 18 meter över havet och antalet invånare är 31 290.
Terrängen runt Vālakkād är huvudsakligen platt, men åt nordost är den kuperad. Runt Vālakkād är det mycket tätbefolkat, med 1 056 invånare per kvadratkilometer. Närmaste större samhälle är Kondotty, 11,6 km söder om Vālakkād. I omgivningarna runt Vālakkād växer huvudsakligen savannskog.